# Хакурате, Шахан-Гирей Умарович
Шахан-Гирей Умарович Хакурате (10 мая (28 апреля) 1883, а. Хаштук, Екатеринодарский отдел, Кубанская область, Российская империя — 5 октября 1935, Москва, СССР) — российский революционер, советский партийный и государственный деятель. Первый секретарь Адыгейского обкома (1932—1935).

## Биография
Родился 10 мая (28 апреля) 1883 в ауле Хаштук Екатеринодарского отдела Кубанской области Российской империи (ныне аул находится в составе Тахтамукайского района Республики Адыгея), в семье крестьянина-середняка.
В 1898 году поступил в Шапсугское одноклассное училище в соседнем ауле Панахес, а в 1901-м — в Екатеринодарскую военно-фельдшерскую школу. Окончив её, он стал первым фельдшером среди кубанских адыгов.
Революционной деятельностью Шахан-Гирей стал заниматься с 20 лет, член РКП(б) с 1920 года.
С 1920 года служил в РККА. После Гражданской войны и установления Советской власти на Кубани — Хакурате активно включился в работу по восстановлению народного хозяйства.
С 1920 по 1922 годы был секретарём ячейки РКП(б) совхоза «Абрау-Дюрсо» (Кубано-Черноморская область), затем председателем Горского исполнительного комитета.
В 1922 году, когда образовалась Черкесская (Адыгейская) автономная область, он стал первым председателем облисполкома, а впоследствии (с 1932 по 1935 годы) — первым секретарем Адыгейского областного комитета ВКП(б).
Умер 5 октября 1935 года в Москве в Кремлёвской больнице, похороны состоялись 10 октября в Краснодаре.
Хакурате был похоронен в сквере напротив Адыгейского облисполкома и педагогического техникума по улице Красной города Краснодара. С целью увековечения памяти славного сына адыгского народа горсовет принял решение назвать его именем Рабфаковскую улицу, сквер и фельдшерско-акушерскую школу. Впоследствии посмертно (в 1938 году) Шахан-Гирей Хакурате был оговорен и на 9-й областной партийной конференции обвинен в проведении «вражеской работы». Тогда же было ликвидировано почетное захоронение Хакурате в сквере на улице Красной в Краснодаре. В 1938 году улице было дано новое имя — ул. Ежова, через год она стала улицей им. Ворошилова и ещё много раз меняла свои названия.
Позже Хакурате был реабилитирован и сегодня его имя носят улицы Краснодара и Майкопа. На карте Краснодара имя Шахан-Гирея Хакурате вновь появилось лишь 29 декабря 1967 года, когда горсовет переименовал Крестьянскую улицу в улицу им. Хакурате.

## Награды
- Награждён в 1924 году орденом Красного Знамени (Приказ РВС СССР № 350).

## Память

Памятник Ш.-Г. У. Хакурате в ауле Афипсип

- Именем Хакурате названо большое количество улиц в населённых пунктах Адыгеи.
- Улица Хакурате в Краснодаре.
- Памятник в ауле Афипсип. Установлен в 1969 году. Скульптор И. П. Шмагун.
- Памятник на привокзальной площади города Майкоп открыт 15 ноября 2022 года к столетию республики Адыгея. Скульптор Х. В. Савкуев. .